# Karin Huttary
Karin Huttary (Innsbruck, 23 mei 1977) is een voormalig freestyleskiester uit Oostenrijk. Ze vertegenwoordigde haar vaderland op de Olympische Winterspelen 2010 in Vancouver.
Voor haar carrière als freestylesskiester maakte Huttary deel uit van het Zweedse alpineskiën team en nam met hen onder andere deel aan Wereldbeker, Europabeker en Noord-Amerikabeker wedstrijden.
In december 2006 brak Huttary drie wervels tijdens een training, waardoor ze niet kon deelnemen aan het seizoen 2006/2007. Vervolgens liep ze in 2010 een knie blessure op, waarna ze besloot te stoppen met haar topsportcarrière.
Tegenwoordig is Huttary marketing manager voor centraal Europa bij POC sports, een bedrijf dat helmen, brillen en andere beschermende kleding maakt voor skiers, snowboarders en wielrenners.

## Resultaten freestyleskiën

### Olympische Winterspelen
| Jaar | Plaats    | Resultaten   |
| ---- | --------- | ------------ |
| 2010 | Vancouver | 4e Ski cross |

### Wereldkampioenschappen
| Jaar | Plaats     | Resultaten |
| ---- | ---------- | ---------- |
| 2005 | Ruka       | Ski cross  |
| 2009 | Inawashiro | Ski cross  |

### Wereldbeker

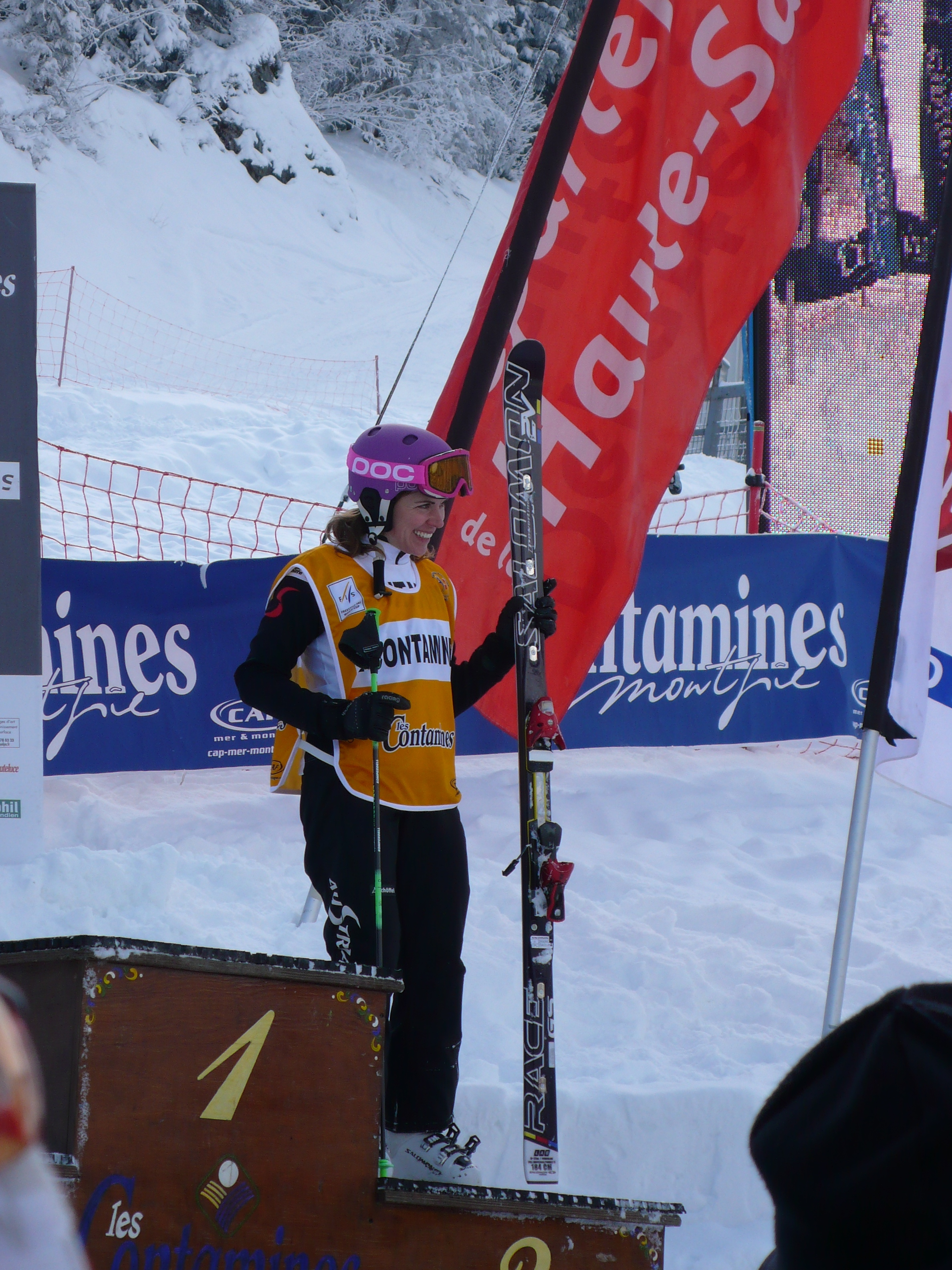
Karin Huttary wint brons tijdens een wereldbekerwedstrijd in Les Contamines in 2010.

Eindklasseringen
| Seizoen   | Algemeen         | Ski cross         |
| --------- | ---------------- | ----------------- |
| 2002/2003 | 31e 64,00 punten | 4e 192,00 punten  |
| 2003/2004 | 38e 17,00 punten | 7e 304,00 punten  |
| 2004/2005 | · 71,00 punten   | · 427,00 punten   |
| 2005/2006 | · 76,00 punten   | · 380,00 punten   |
| 2007/2008 | 40e 21,00 punten | 11e 165,00 punten |
| 2008/2009 | 13e 41,00 punten | 4e 413,00 punten  |
| 2009/2010 | 27e 25,00 punten | 9e 272,00 punten  |

Wereldbekerzeges
| Datum            | Plaats         | Onderdeel |
| ---------------- | -------------- | --------- |
| 12 maart 2003    | Les Contamines | Ski cross |
| 21 januari 2005  | Kreischberg    | Ski cross |
| 10 februari 2005 | Mount Naeba    | Ski cross |
| 14 januari 2006  | Les Contamines | Ski cross |

### Europabeker
Eindklasseringen
| Seizoen   | Ski cross        |
| --------- | ---------------- |
| 2008/2009 | 14e 57,00 punten |